# Ulla Saar
Ulla Saar (* 4. Januar 1975 in Tallinn) ist eine estnische Illustratorin, Graphikerin sowie Produkt- und Innendesignerin.

## Leben und Werk
Ulla Saar schloss 1991 die Schule in Tallinn ab. Von 1991 bis 1994 studierte sie zunächst Architekturtechnik an der Technischen Hochschule Tallinn (Tallinna Tehnikakõrgkool), anschließend von 1997 bis 2001 Produktdesign an der Estnischen Kunstakademie. Sie bildete sich 2000/2001 an der Hochschule für Kunst und Design im finnischen Helsinki fort. Seit 1993 ist Ulla Saar als Designerin in dem von Andres Alver gegründeten Architekturbüro Alver Architects in Tallinn beschäftigt.
Ulla Saar hat darüber hinaus zahlreiche Illustrationen für Zeitschriften, Postkarten, Plattencover sowie Kalender gestaltet und dreht auch Musikvideos Seit 2013 hat sie sich in Estland und darüber hinaus einen Namen als Illustratorin für Kinderbücher gemacht.
Ulla Saars Werk wurde mit zahlreichen Preisen ausgezeichnet. Ihr Kinderbuch Lift mit einem Text von Kätlin Vainola wurde 2014 in die internationale Auswahlliste The White Ravens der Internationalen Jugendbibliothek München aufgenommen. Sie wurde für den Astrid-Lindgren-Gedächtnis-Preis 2018 nominiert.

## Kinderbuch-Illustrationen
- Aino Pervik: Tähenärija raamatukogu (2017)
- Kätlin Vainola: Krips-kraps, eesti laps (2017)
- Kätlin Vainola: Poiss, kes joonistas kaarte (2017)
- Kadri Hinrikus: Sandra 12 kuud (2016)
- Indrek Koff: Ilusti (2016)
  - deutsch: Einen Tag ganz brav. Aus dem Estnischen von Carsten Wilms. Berlin: Kullerkupp Kinderbuch Verlag 2018. ISBN 978-3-947079-05-6[2]
- Indrek Koff: Ma elan hästi (2016)
- Kairi Look: Piia Präänik kolib sisse (2015)
- Grigori Oster: Vallatu matemaatika (2015)
- Aino Pervik: Jääpurikas, murelik piim ja teised tüübid (2015)
- Anti Saar: Kojamees Urmas (2015)
- Kätlin Vainola: Sonja ja kass (2015)
- Contra: Kõik on kõige targemad (2014)
- Kätlin Vainola: Lift (2013)
  - Lift. Aus dem Estnischen von Irja Grönholm. Potsdam: Willegoos Verlag 2015. ISBN 978-3-944445-14-4